# Bela Vista do Paraíso
Bela Vista do Paraíso is een gemeente in de Braziliaanse deelstaat Paraná. De gemeente telt 15.496 inwoners (schatting 2009).